# حكايات هاتيتاون
حكايات هاتيتاون (بالإنجليزية: Hattytown Tales)‏ هو مسلسل رسوم متحركة للأطفال بتقنية إيقاف الحركة مكون من 39 حلقة أنتجته شركة فيلم فير لصالح شركة تلفزيون ثامز، وتم بثه في المملكة المتحدة على آي تي في بين عامي 1969 و1973، وتم بثه في الوطن العربي على قناة طيور الجنة الفضائية بين عامي 2008 و2010.

## وصلات خارجية
- حكايات هاتيتاون على موقع IMDb (الإنجليزية)